# Arca del monasterio de Carrizo
El arca de Carrizo, llamada también arca-armario, Arcón de Carrizo o Arca de las Reliquias se encuentra en el museo de la catedral de Astorga (León, España). Procede del antiguo monasterio de monjas cistercienses, Santa María de Carrizo de la Ribera (León). Es obra románica del siglo XII, de transición al gótico.

## Descripción

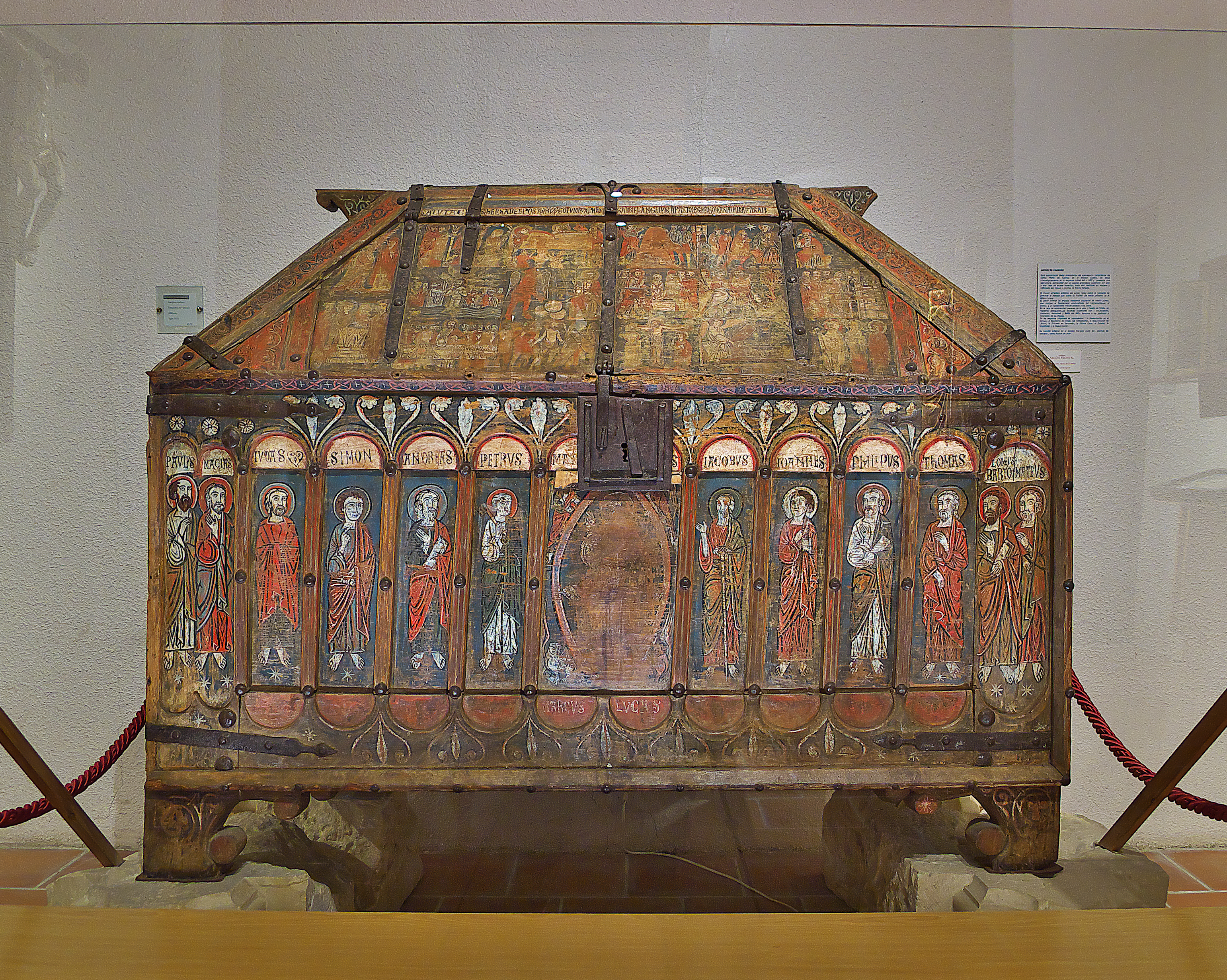
Arca de Carrizo

Es una caja de grandes dimensiones que mide 1,60 x 1,50 x 0,74 m, de forma prismática y con una gran calidad artística. Está realizada en madera con claveteado y con cinchas y cerrojo de hierro forjado. El frontal y la parte delantera de la tapa tienen ornamentación pictórica. El frontal presenta el tema del Tetramorfos y la Maiestas Domini en el centro, dentro de una mandorla y un apostolado colocado bajo arcos ciegos de medio punto con lunetos en los cuales está escrito el nombre de cada personaje; las enjutas de los arcos tienen decoración floral; el fondo está pintado de azul estrellado. El cromatismo es pobre: fondo azul y colores rojos, ocres y blancos. Se ha comparado esta decoración con la primitiva de la capilla de los Quiñones en San Isidoro de León.
El tejadillo o parte delantera de la tapa está dividido en compartimentos pictóricos donde se ven escenas del Nuevo Testamento, de una cierta influencia bizantina, alguna de ellas de composición bastante compleja (como la entrada de Jesús a Jerusalén).